# Shahrestān-e Naţanz
Shahrestān-e Naţanz (persiska: شهرستان نطنو, نطنز) är en delprovins (shahrestan) i Iran.   Den ligger i provinsen Esfahan, i den centrala delen av landet, 240 km söder om huvudstaden Teheran.
Delprovinsen hade 43 977 invånare 2016.